# PAC P-750 XSTOL
PAL P-750 XSTOL, (prej tudi PAC 750XL) je enomotorno turbopropelersko večnamensko letalo novozelandskega proizvajalca Pacific Aerospace Limited. P-750 je povsem kovinske konstrukcije in ima fiksno pristajalno podvozje tipa tricikel. Zunanji deli krila imajo povečan dihedral. Poganja ga 750 konjski turboprop Pratt & Whitney Canada PT6. Prvič je poletel leta 2001 in je bil primarno namenjen odmetavanju padalcev.
PAC 750 ima visoko razmerje moč/teža, kar mu omogoča da dvigne padalce na višino 3700 metrov in se vrne za pristanek v okrog 10 minutah.

## Specifikacije
- Posadka: 1
- Kapaciteta: 9 potnikov ali 17 padalcev
- Dolžina: 11,84 m (38 ft 10 in)
- Razpon kril: 12,80 m (42 ft 0 in)
- Višina: 4,04 m (13 ft 3 in)
- Površina krila: 24,88 m2 (268 ft2)
- Prazna teža: 1410 kg (3100 lb)
- Gros teža: 3395 kg (7500 lb)
- Motor: 1 × Pratt & Whitney Canada PT6A-34, 560 kW (750 KM)

- Maks. hitrost: 315 km/h (196 mph)
- Potovalna hitrost: 259 km/h (161 mph)
- Dolet: 2183 km (1179 milj)
- Čas leta: 8 ur
- Višina leta (servisna): 6098 m (20000 ft)